# 18287 Verkin
18287 Verkin è un asteroide della fascia principale. Scoperto nel 1975, presenta un'orbita caratterizzata da un semiasse maggiore pari a 2,2696363 UA e da un'eccentricità di 0,0495198, inclinata di 8,81436° rispetto all'eclittica.